# Lunar Jim
Lunar Jim é uma série de televisão animada canadense produzida no Halifax Film Company, Alliance Atlantis e CBC Television. A série foi criada por Alexandre Bar e foi escrita por Peter Saunder. A série se estreou de aires a as 12:00 p.m. ET/PT tempo em 7 de janeiro de 2006 em CBC Television no Canadá e 9 de janeiro de 2006 e 14 de setembro de 2007 segunda a sexta a as 10:30 e 14:00 en Discovery Kids na América Latina.
Realizada em stop motion, é indicada ao público infantil, e conta a história de Jim, um astronauta que faz missões na Lua.
No Brasil, já foi exibida no Discovery Kids e TV Cultura sobre o nome de Jim no Mundo da Lua e  pelo Canal Futura com seu nome original.
Em Portugal, o desenho foi exibido na RTP2 e Canal Panda. A série ensina a solucionar problemas, estimula o trabalho em equipe e desenvolve a curiosidade.

## Enredo
Jim é um astronauta muito curioso que se diferencia por um detalhe, ele mora na Lua. Na pequena cidade de Moonaluna, o menino coleciona amiguinhos por onde passa: a engenheira Ripple, o fazendeiro Eco, o robô Ted, o supercomputador Pixel e, é claro, o cachorro-robô Rover - melhor amigo de Jim e responsável por tornar as suas aventuras mais malucas. 
O desenho é uma verdadeira viagem das crianças a um novo universo de diversão e conhecimento. Nele, meninos e meninas vão aprender a resolver problemas a partir da persistência, criatividade e cooperação. 
A característica que melhor marca Jim é a de possuir alma de aventureiro, com interesse de explorar o desconhecido. Já Pixel, por exemplo, faz com que tudo corra tranquilamente. Além da turma poder acessar o seu banco de dados, ele dá conselhos aos amigos humanos, ajuda a avaliar riscos e mantém todos no caminho certo durante as aventuras.

## Personagens
- Jim: É o personagem principal. É curioso e sempre descobre alguma coisa diferente na Lua em meio as suas explorações e aventuras. Ele é loiro com um pequeno topete na cabeça. É dono do Rover, seu principal parceiro de aventuras. Ele é o personagem que mais utiliza os veículos de Moonaluna e provavelmente é o líder da equipe. Seu maior lema é "A toda lua!". A cor do seu traje espacial é azul.
- Rover: É um cão-robô amigo e parceiro de Jim. Ele é o parceiro mais frequente de Jim nas aventuras sempre se equipando junto dele e o acompanhando em seus veículos como um cão fiel. Embora sendo um robô ele não fala, apenas se comunica por ruídos que apesar de serem incompreensíveis os próprios personagens muitas vezes entendem o que ele diz. Quase sempre é Rover quem soluciona os mistérios, antes mesmo que Jim perceba e confirme.
- Ripple: É a engenheira e cientista do grupo. Ela sempre inventa alguma coisa para ajudar Jim nas suas missões. Ela é a segunda principal parceira de Jim nas explorações (depois de Rover) e junto dele a única a ter um veículo próprio que é a sua lambreta. A cor do seu traje espacial é vermelho.
- TED (Trabalhador Eletrônico Digital): É um robô amigo de Jim e sua equipe. Ele é um robô arrogante e narcisista que frequentemente se acha o maioral, apesar de ser covarde e desastrado. Muitas vezes quando acompanha Jim nas aventuras acaba sempre entrando em pânico, ou como não levando tombos e atrapalhando seus amigos sem intenção. Sempre faz conclusões precipitada e as vezes chega a brigar com Rover, mas no fim ele sempre se entende com seus amigos. Ele tem um ego tão profundo que sempre que vai fazer algo ele vive a recitar seu nome completo.
- Eco: É um jardineiro especialista em plantas. Ele trabalha cultivando plantas e cuidando de animais em uma espécie de estufa lunar, o Ecodomo. Ele tem como hobby colecionar plantas e rochas muitas nativas da própria lua. Por vezes ele ajuda Jim em algumas missões envolvendo plantas lunares dando dicas sobre cada espécie. Ele raramente participa das missões junto de Jim e seus amigos. A cor do seu traje espacial é verde.
- Pixel: É o computador com inteligência artificial que monitora Jim e seus amigos nas missões e os trabalhos que eles tem que realizar pela lua. Ele tem uma voz feminina.
- Daisy: É a vaca do Eco, que mora no Ecodomo. Ela fornece leite para os moradores de Moonaluna.
- Delores: É a galinha do Eco, que mora no Ecodomo. Ela fornece ovos para os moradores de Moonaluna.
- Colby: É um trator amigo dos quatro. Ele sempre acha coisas na Lua para eles analisarem.
- Verme Lunar: É um animal que foi encontrado na Lua que gosta de comer cascas de frutas. Ele vive na cratera orgânica.
- Fluffies: São pequenas criaturinhas alienígenas encontradas na lua que se tornaram amigos de Jim e sua equipe e depois passaram a morar na caverna de cristais.

## Moonaluna
Moonaluna é uma pequena cidade onde Jim e seus amigos vivem. Moonaluna é onde ficam o Ecodomo, a torre de controle, as casas do Jim e da Ripple. A torre de controle é onde são guardados os veículos, o Ecodomo é onde Eco trabalha, a casa de Jim é onde Jim e Rover moram. O lugar onde o Ted mora não se conhece, mas possivelmente mora na casa da Ripple.

## Veículos
- Trator Lunar (verde): É usado por todos para irem a outros lugares e para transportar coisas.
- Flutuador Lunar (amarelo): É usado principalmente por Jim, para levar objetos do solo.
- Tanque Lunar (laranja): É usado por todos, principalmente Jim. É usado para iluminar cavernas escuras, puxar e remover coisas.
- Moto Lunar (azul): Usada somente por Jim. É como uma moto comum, mas ela não anda na terra, ela flutua e é mais rápida.
- Lambreta Lunar (vermelha): É usada somente por Ripple. Era o menor veículo , até que a Ripple construiu a prancha de flutuação lunar.
- Prancha de Flutuação Lunar (amarela): Criada pela Ripple, aparece em 2 episódios. É como se fosse um skate, mas ela flutua e pode fazer manobras no ar.
- Mini-Foguete (laranja): Criado pela Ripple, antes estava sem motorista, mas o Rover tornou-se motorista depois que o TED quebrou o controle remoto do foguete. O Mini Foguete aparece só em 1 episódio chamado: "O Mini-foguete de Rover".

## Versão Portuguesa
- Tradução: Helena Florêncio
- Direcção Musical: Amélia Muge
- Canção do Genérico: Pedro Pernas
- Direcção de Dobragem: Joel Constantino
- Interpretação: Carlos Alberto Macedo, Joel Constantino, Paula Fonseca, Paulo B.
- Áudio: Tiago Silva, Francisco Santos
- Produção: Michele Lopes - RTP

## Versão Brasileira
- Jim -  Dado Monteiro
- Ripper - Júlia Castro
- Computador - Letícia Quinto
- TED - Mauro Eduardo
- Eco- Silvio Giraldi
- Direção de dublagem: Orlando Viggiani
- Estúdio de dublagem: Vox Mundi